# Józef Michał Krajewski
Józef Michał Krajewski herbu Jasieńczyk – regent koronny w 1707 roku, chorąży nowogrodzkosiewierski w 1703 roku, wójt orszański.
Poseł z Inflant na sejm 1703 roku.